# Crooked Lake Park
Crooked Lake Park es un lugar designado por el censo ubicado en el condado de Polk en el estado estadounidense de Florida. En el Censo de 2020 tenía una población de 1.893 habitantes y una densidad poblacional de 1.091,74 personas por km².

## Geografía
Crooked Lake Park se encuentra ubicado en las coordenadas 27°49′43″N 81°35′24″O / 27.82861, -81.59000. Según la Oficina del Censo de los Estados Unidos, Crooked Lake Park tiene una superficie total de 1.58 km², de la cual 1.57 km² corresponden a tierra firme y (0.16%) 0 km² es agua.

## Demografía
Según el censo de 2020, había 1.893 personas residiendo en Crooked Lake Park. La densidad de población era de 1.091,74 hab./km². De los 1.893 habitantes, Crooked Lake Park estaba compuesto por el 88.27% blancos, el 5.92% eran afroamericanos, el 0.29% eran amerindios, el 0.29% eran asiáticos, el 0% eran isleños del Pacífico, el 4.12% eran de otras razas y el 1.1% pertenecían a dos o más razas. Del total de la población el 13.12% eran hispanos o latinos de cualquier raza.